# Prays temulenta
Prays temulenta is een vlinder uit de familie Praydidae. De wetenschappelijke naam van de soort werd in 1910 gepubliceerd door Edward Meyrick.